# Mellera menthiodora
Mellera menthiodora är en akantusväxtart som beskrevs av Gustav Lindau. Mellera menthiodora ingår i släktet Mellera och familjen akantusväxter. Inga underarter finns listade i Catalogue of Life.